# Sankt Gallen Bears 2023
Questa voce raccoglie le informazioni riguardanti i Sankt Gallen Bears nelle competizioni ufficiali della stagione 2023.

## Maschile

### Lega B 2023

#### Stagione regolare
| 1º aprile 2023 1ª giornata | Sankt Gallen Bears | 20 – 0 (6-0 0-0 6-0 8-0) | Langenthal Invaders | (400 spett.) |

| 16 aprile 2023 3ª giornata | Sankt Gallen Bears | 6 – 7 (6-0 0-0 0-7 0-0) | Argovia Pirates |  |

| 23 aprile 2023 4ª giornata | Bienna Jets | 7 – 5 | Sankt Gallen Bears |  |

| 7 maggio 2023 6ª giornata | Sankt Gallen Bears | 23 – 6 | Luzern Lions |  |

| 14 maggio 2023 7ª giornata | Sankt Gallen Bears | 50 – 0 | Schaffhausen Sharks | (400 spett.) |

| 27 maggio 2023 8ª giornata | Luzern Lions | 9 – 28 | Sankt Gallen Bears |  |

| 3 giugno 2023 9ª giornata | Argovia Pirates | 6 – 3 (0-0 0-0 0-3 6-0) | Sankt Gallen Bears |  |

| 11 giugno 2023 10ª giornata | Sankt Gallen Bears | 21 – 14 | Bienna Jets |  |

| 17 giugno 2023 11ª giornata | Langenthal Invaders | 13 – 51 (0-7 6-13 7-3 0-28) | Sankt Gallen Bears |  |

| 25 giugno 2023 12ª giornata | Schaffhausen Sharks | 3 – 42 | Sankt Gallen Bears |  |

#### Playoff
| 1º luglio 2023 Semifinale | Sankt Gallen Bears | 28 – 7 (12-0 6-0 7-0 3-7) | Luzern Lions |  |

| 8 luglio 2023 Finale | Argovia Pirates | 23 – 38 | Sankt Gallen Bears |  |

### Statistiche di squadra
| Competizione      | %Vittorie | In casa | In casa | In casa | In casa | In casa | In casa | In trasferta | In trasferta | In trasferta | In trasferta | In trasferta | In trasferta | Totale | Totale | Totale | Totale | Totale | Totale |
| Competizione      | %Vittorie | G       | V       | N       | P       | Pf      | Ps      | G            | V            | N            | P            | Pf           | Ps           | G      | V      | N      | P      | Pf     | Ps     |
| ----------------- | --------- | ------- | ------- | ------- | ------- | ------- | ------- | ------------ | ------------ | ------------ | ------------ | ------------ | ------------ | ------ | ------ | ------ | ------ | ------ | ------ |
| Stagione regolare | .700      | 5       | 4       | 0       | 1       | 120     | 27      | 5            | 3            | 0            | 2            | 129          | 38           | 10     | 7      | 0      | 3      | 249    | 65     |
| Playoff           | 1.000     | 1       | 1       | 0       | 0       | 28      | 7       | 1            | 1            | 0            | 0            | 38           | 23           | 2      | 2      | 0      | 0      | 66     | 30     |
| Totale            | .750      | 6       | 5       | 0       | 1       | 148     | 34      | 6            | 4            | 0            | 2            | 167          | 61           | 12     | 9      | 0      | 3      | 315    | 95     |

## Femminile

### AFL - Division Ladies 2023

#### Stagione regolare
| Vienna 26 agosto 2023, ore 14:30 CEST 1ª giornata | Vienna Vikings Ladies | 73 – 2 (38-2 22-0 13-0 0-0) referto | Sankt Gallen Bears | Footballzentrum Ravelinstraße |

| San Gallo 3 settembre 2022, ore 14:00 CEST 2ª giornata | Sankt Gallen Bears | 20 – 26 (0-6 0-7 6-0 14-13) referto | Salzburg Ducks Ladies | Stadion Gründenmoos (250 spett.) |

| Telfs 15 ottobre 2023, ore 13:00 CEST 3ª giornata | Telfs Patriots Ladies/ Schwaz Hammers Ladies | 39 – 0 (13-0 7-0 12-0 7-0) referto | Sankt Gallen Bears | Sportzentrum Telfs |

| San Gallo 21 ottobre 2022, ore 18:00 CEST 4ª giornata | Sankt Gallen Bears | 0 – 38 (0-2 0-12 0-24 0-0) | Vienna Vikings Ladies | Stadion Gründenmoos (100 spett.) |

| Salisburgo 28 ottobre 2023, ore 14:00 CEST 5ª giornata | Salzburg Ducks Ladies | 16 – 20 (8-0 8-0 0-7 0-13) referto | Sankt Gallen Bears | Ducks Pond |

| San Gallo 5 novembre 2022, ore 14:00 CEST 6ª giornata | Sankt Gallen Bears | 12 – 7 referto | Telfs Patriots Ladies/ Schwaz Hammers Ladies | Stadion Gründenmoos |

### Statistiche di squadra
| Competizione      | %Vittorie | In casa | In casa | In casa | In casa | In casa | In casa | In trasferta | In trasferta | In trasferta | In trasferta | In trasferta | In trasferta | Totale | Totale | Totale | Totale | Totale | Totale |
| Competizione      | %Vittorie | G       | V       | N       | P       | Pf      | Ps      | G            | V            | N            | P            | Pf           | Ps           | G      | V      | N      | P      | Pf     | Ps     |
| ----------------- | --------- | ------- | ------- | ------- | ------- | ------- | ------- | ------------ | ------------ | ------------ | ------------ | ------------ | ------------ | ------ | ------ | ------ | ------ | ------ | ------ |
| Stagione regolare | .333      | 3       | 1       | 0       | 2       | 32      | 71      | 3            | 1            | 0            | 2            | 22           | 128          | 6      | 2      | 0      | 4      | 54     | 199    |
| Totale            | .333      | 3       | 1       | 0       | 2       | 32      | 71      | 3            | 1            | 0            | 2            | 22           | 128          | 6      | 2      | 0      | 4      | 54     | 199    |